# 에드먼드 게티어

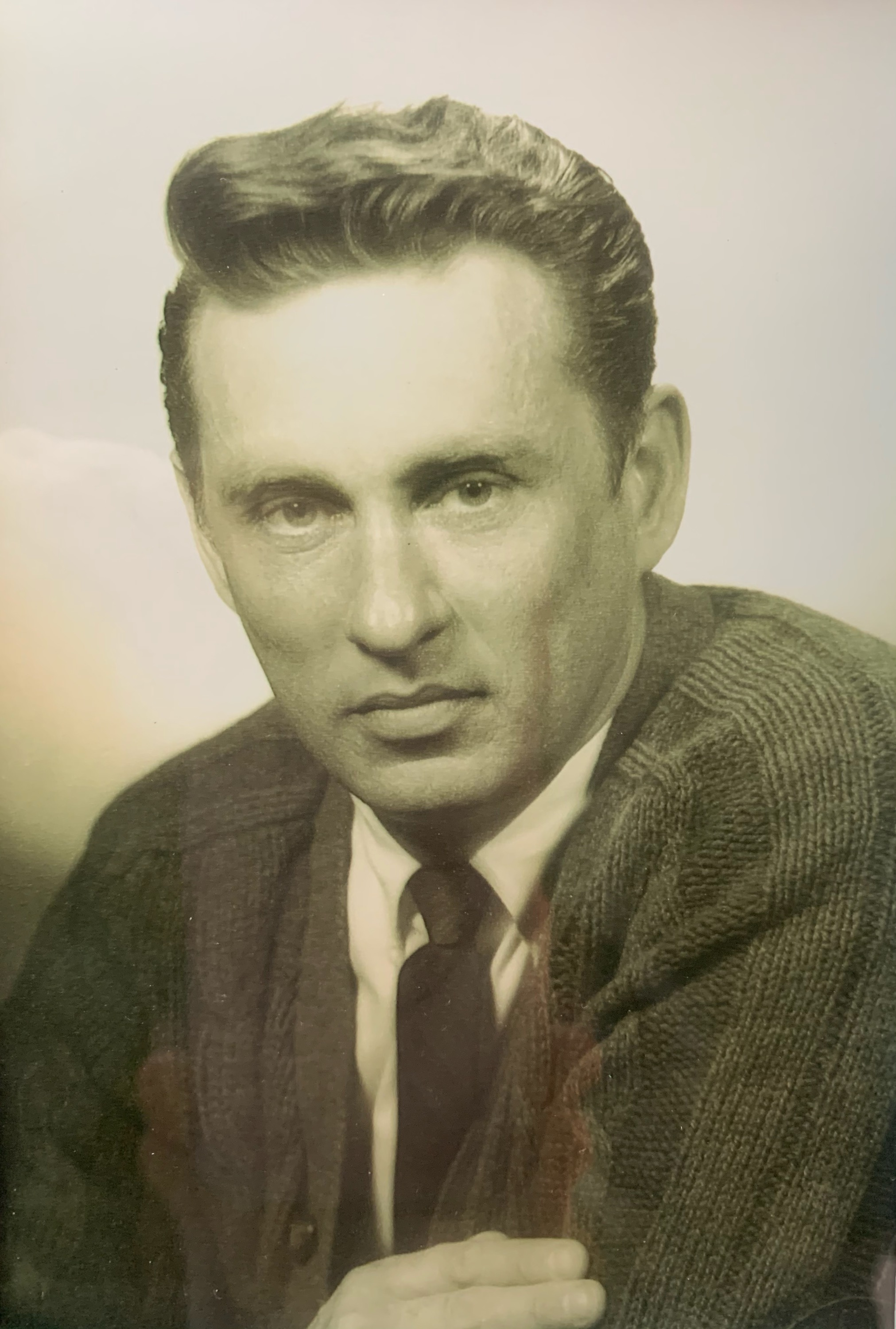

에드먼드 리 게티어 (Edmund Lee Gettier, 1927년 10월 31일 ~ 2021년 3월 23일)은 미국의 철학자이다. 그는 1963년 그의 짧은 논문 "정당한 믿음은 지식인가?"로 가장 잘 알려져 있다. 이 논문은 게티어 문제로 알려진 문제에 대응하기 위한 광범위한 철학 문헌을 야기했다.
게티어의 명성은 1963년 출판된 3페이지짜리 논문에 기반을 두고 있으며, 이 논문은 최근 철학사에서 가장 유명한 논문 중 하나로 남아 있다.

## 저작
- "Is Justified True Belief Knowledge?" Analysis, Vol. 23, pp. 121–123 (1963). doi:10.1093/analys/23.6.121
- "Review: [Untitled]" The Philosophical Review 74, no. 2 (1965): 266–69. https://doi.org/10.2307/2183277
- “Comments on A. J. Ayer’s ‘The Concept of a Person’,” in Intentionality, Minds, and Perception: Discussions on Contemporary Philosophy, ed. Hector-Neri Castañeda (Detroit, 1967).

## 같이 보기
- 미국 철학